# 小原 (飲料メーカー)
株式会社小原（おばら）は、北海道亀田郡七飯町に本社を置く、清涼飲料水の製造販売会社。

## 概要
北海道道南地方では、サイダー・ラムネ・ガラナ飲料（コアップガラナなど）の炭酸飲料のメーカーとして古くより、親しまれている。
現在では、販売網の拡大・メディアのタイアップなどにより北海道発のガラナ飲料メーカーとして有名になり、全道のみならず本州方面でも知られる存在となった。
2000年代より奇抜な商品開発でも知られ、様々な種類を製造。ガラナ飲料といえばコーラに似た色（コーラよりもやや薄いブラウン系色）であるが白色・紫色・赤色・ピンク色。まりもっこりシリーズでは、キャラクターのイメージカラー（マリモの色）である緑色の製品が開発された。無色透明である白いガラナは、一見、サイダーの様にも見えるがガラナの風味がする。製品化（懸賞品）当時は、一般販売されておらずキャンペーンの一懸賞品でしかなかったがその翌年の冬、季節限定商品として製品化された。ご当地サイダー（地サイダー）・ご当地ラムネブームの特集でも一風変わった製品の一つとしてメディアにも紹介された。

## 沿革
- 明治時代 - 福井県出身の小原家が、駒ヶ岳山麓に入植した。
- 1931年 - 創立者小原三次郎が森町でヤマブドウを原料に果実酒（葡萄酒）の醸造を開始。
- 1949年 - 清涼飲料水（ラムネ）の製造を開始。
- 1950年 - 清涼飲料水の部門を組織化、有限会社小原商店を設立。
- 1953年 - 「銀星シトロン」発売。
- 1960年 - 全国清涼飲料協同組合連合会（現:日本コアップ株式会社）が「コアップガラナ」を統一商標として発売開始。
- 1973年 - 果実酒類製造部門を分離し、函館ヤクルト販売株式会社と共同で、果実酒類製造業「駒ケ岳酒造株式会社」のちの「株式会社はこだてわいん」を設立する
- 1991年 - 株式会社小原に改組。
- 2010年 - コアップガラナ生誕50周年を機に特別に製造した「コアップガラナプレミアム」を懸賞品としてプレゼント。

## 主な製品
- ソーダ
  - めろんソーダ（なまらスパークリング）
- サイダー
  - 銀星シトロン
  - ハスカップサイダー

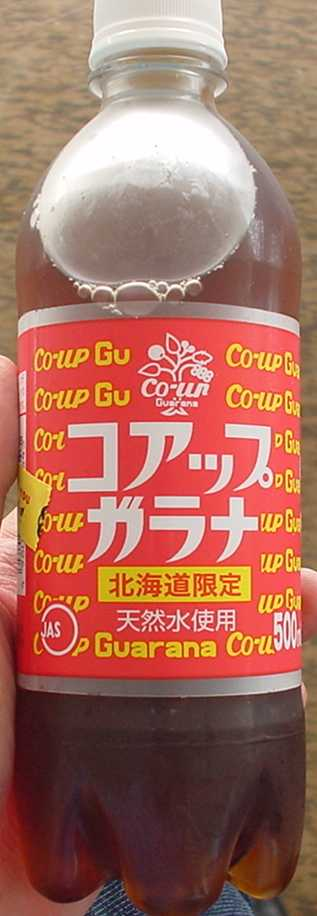
株式会社小原製造のコアップガラナ500mlPET

  - 日本最北端の塩サイダー - 2011年4月販売。宗谷海峡の海水から精製した塩と、羅臼町沖の海洋深層水を使用した塩味のサイダー。
  - 日本最北端の塩サイダーレモン - 2011年7月販売。上記のレモンフレーバー。
  - 鼻スッキリサイダー - 2012年4月販売。ミント・カモミールを使用した花粉症対策を意識したハーブフレーバーのサイダー。（現在販売終了）
- ラムネ
  - 函館イカス!ミ ラムネ - イカスミ入り
  - 北海道白樺ラムネ - シラカバの樹液入り
- コアップガラナ
  - ペットボトル
  - クラシック瓶
- コアップガラナドライ420ml
- タイアップ品
  - まりもっこりシリーズ
  - 熊出没注意シリーズ
- 期間限定品
  - さくら - 春季限定。淡いピンク色（ムラサキイモの色素で着色）で微炭酸。
  - 白梅－春季限定。高級和菓子に使用される和三盆糖を使用。
  - 北斗シャンメリー（シルバー・ロゼ・ブルー）
  - プレミアムシャンメリー（ナイアガラ・巨峰）
  - 大人のシャンメリー－シャルドネ果汁を使用した2016年リニューアル商品
  - うか～る星人合格祈願ガラナ - 受験シーズンに登場。学問の神を祀った神社で祈祷された原料を使用。眠気覚ましとして有効なカフェインを増量。

## 本社・工場
- 函館工場
  - 北海道亀田郡七飯町字中島29-2